# Campeonato Cearense de Futebol de 2021
O Campeonato Cearense de Futebol de 2021 foi a 107ª edição da principal divisão do futebol Cearense.  O Fortaleza foi o campeão conquistando seu 44° título e o campeão do interior foi o Pacajus Esporte Clube conquistando o 1° título da Taça Padre CíceroO torneio foi realizado e organizado pela Federação Cearense de Futebol e disputado por 10 clubes, entre os meses de fevereiro e maio de 2021. A competição premiou os clubes com duas vagas para a Copa do Brasil de 2022, uma para a Copa do Nordeste de 2022, duas para a Pré-Copa do Nordeste de 2022 e três para a Série D de 2022.
Por conta de medidas restritivas no estado devido a pandemia de COVID-19, o campeonato foi paralisado em 11 de março de 2021, após a conclusão da primeira rodada da segunda fase, retornando em 1 de maio do mesmo ano.

## Regulamento
O Campeonato foi disputado em quatro fases: Primeira Fase, Segunda Fase, Semifinal e Final.
Na Primeira Fase, todos os clubes participantes, exceto os clubes participantes da Copa do Nordeste de 2021, Ceará e Fortaleza, jogaram entre si em partidas de ida, totalizando sete jogos para cada clube. Ao final, os seis primeiros se classificaram para a Segunda Fase. Em contrapartida, os clubes colocados em 7º e 8º lugares descenderam para a Série B de 2022. Em caso de empate em pontos ganhos entre dois ou mais clubes ao final da Primeira Fase, o desempate, para efeito de classificação, foi efetuado observando-se os critérios abaixo:
1. Maior número de vitórias;
2. Maior saldo de gols;
3. Maior número de gols pró;
4. Confronto direto (entre dois clubes somente);
5. Sorteio.

Na Segunda Fase, Ceará e Fortaleza se juntaram aos seis clubes classificados na Primeira Fase e jogaram entre si em partidas de ida, totalizando sete jogos para cada clube. Ao final, os quatro primeiros se classificaram para a Semifinal. Em caso de empate em pontos ganhos entre dois ou mais clubes ao final da Segunda Fase, o desempate, para efeito de classificação, foi efetuado observando-se os critérios abaixo, considerando apenas as partidas disputadas na Segunda Fase:
1. Maior número de vitórias;
2. Maior saldo de gols;
3. Maior número de gols pró;
4. Confronto direto (entre dois clubes somente);
5. Sorteio.

Na Semifinal, os quatro clubes qualificados jogaram em partida única, com mando de campo para o clube com melhor classificação na Segunda Fase nos seguintes confrontos:
- Semi 1: 1° Colocado da Segunda Fase x 4° Colocado da Segunda Fase
- Semi 2: 2° Colocado da Segunda Fase x 3° Colocado da Segunda Fase

Em caso de empate ao final do jogo, em cada confronto, o clube com melhor colocação na Segunda Fase (o mandante, portanto) se qualificaria para a Fase Final.
Na Final, os clubes vencedores do confronto nas semifinais jogaram em partida única, com mando de campo para o clube de melhor campanha, considerados os seguintes critérios:
1. Maior quantidade de pontos ganhos somando a Segunda Fase e a Semifinal;
2. Maior número de vitórias somando a Segunda Fase e a Semifinal;
3. Maior saldo de gols somando a Segunda Fase e a Semifinal;
4. Maior número de gols marcados somando a Segunda Fase e a Semifinal;
5. Melhor classificação na Segunda Fase.

Em caso de empate ao final do jogo, seria campeão o clube com melhor campanha na soma das fases Segunda e Semifinal (o mandante, portanto).
Ao clube vencedor da Fase Final foi atribuído o título de Campeão Cearense da Série A de 2021. A equipe de melhor campanha que não seja sediada em Fortaleza conquistou o título de Campeã do Interior 2021 e recebeu a Taça Padre Cícero. As vagas em competições nacionais e regionais foram distribuídas conforme os seguintes critérios:
- Copa do Brasil 2022 (2 vagas): Campeão e equipe melhor colocada na Primeira Fase.
- Série D 2022 (3 vagas): três equipes mais bem posicionadas na Classificação Geral, excluindo Ceará, Fortaleza, Ferroviário e Atlético Cearense[nota 1].
- Copa do Nordeste 2022 (1 vaga): Campeão.
- Pré-Copa do Nordeste 2022 (2 vagas): duas equipes mais bem posicionadas na Classificação Geral, excluindo o campeão e a equipe cearense melhor ranqueada no Ranking de Clubes da CBF 2021.

## Equipes participantes

### Promovidos e rebaixados
| Pos. | Rebaixados da Primeira Divisão de 2020 |
| ---- | -------------------------------------- |
| 9º   | Floresta                               |
| 10º  | Horizonte                              |

| Pos. | Promovido da Segunda Divisão de 2020 |
| ---- | ------------------------------------ |
| 1º   | Icasa                                |
| 2º   | Crato                                |

### Informações das equipes
| Aumento | Equipe promovida da Segunda Divisão de 2020 |

## Primeira Fase
| Pos | Equipes           | Pts | J | V | E | D | GP | GC | SG  | %  |
| --- | ----------------- | --- | - | - | - | - | -- | -- | --- | -- |
| 1   | Ferroviário       | 16  | 7 | 5 | 1 | 1 | 12 | 5  | +7  | 76 |
| 2   | Pacajus           | 13  | 7 | 3 | 4 | 0 | 9  | 3  | +6  | 62 |
| 3   | Atlético Cearense | 12  | 7 | 3 | 3 | 1 | 12 | 8  | +4  | 57 |
| 4   | Caucaia           | 10  | 7 | 3 | 1 | 3 | 14 | 6  | +8  | 48 |
| 5   | Icasa             | 10  | 7 | 2 | 4 | 1 | 9  | 7  | +2  | 48 |
| 6   | Crato             | 5   | 7 | 1 | 2 | 4 | 6  | 9  | –3  | 24 |
| 7   | Guarany de Sobral | 5   | 7 | 1 | 2 | 4 | 4  | 10 | –6  | 24 |
| 8   | Barbalha          | 4   | 7 | 1 | 1 | 5 | 5  | 23 | –18 | 19 |

|  |                                                                  |
|  | Classificado para a Segunda Fase e para a Copa do Brasil de 2022 |
|  | Classificados para a Segunda Fase                                |
|  | Rebaixados para a Série B de 2022                                |

|                   | ATC | BAR | CAU | CRA | FAC | GSO | ICA | PAC |
| ----------------- | --- | --- | --- | --- | --- | --- | --- | --- |
| Atlético Cearense | —   |     |     | 2–1 | 1–1 |     | 2–2 | 1–1 |
| Barbalha          | 2–1 | —   | 0–8 | 1–3 |     |     | 0–2 |     |
| Caucaia           | 0–3 |     | —   | 2–0 |     |     | 0–1 |     |
| Crato             |     |     |     | —   | 0–1 | 0–1 | 1–1 | 1–1 |
| Ferroviário       |     | 5–2 | 2–1 |     | —   | 2–0 |     |     |
| Guarany de Sobral | 1–2 | 0–0 | 0–3 |     |     | —   |     |     |
| Icasa             |     |     |     |     | 0–1 | 2–2 | —   | 1–1 |
| Pacajus           |     | 4–0 | 0–0 |     | 1–0 | 1–0 |     | —   |

| Vitória do mandante Vitória do visitante Empate | Em negrito os jogos "clássicos". |

### Desempenho por Rodada
Clubes que lideraram ao final de cada rodada:
| Rodadas | Rodadas | Rodadas | Rodadas | Rodadas | Rodadas | Rodadas |
| ------- | ------- | ------- | ------- | ------- | ------- | ------- |
| 1       | 2       | 3       | 4       | 5       | 6       | 7       |
| ATL     | FAC     | ICA     | FAC     | CAU     | FAC     | FAC     |

Clubes que ficaram na última posição ao final de cada rodada:
| Rodadas | Rodadas | Rodadas | Rodadas | Rodadas | Rodadas | Rodadas |
| ------- | ------- | ------- | ------- | ------- | ------- | ------- |
| 1       | 2       | 3       | 4       | 5       | 6       | 7       |
| PAC     | GSO     | CRA     | CRA     | CRA     | CRA     | BAR     |

## Segunda fase
| Pos | Equipes           | Pts | J | V | E | D | GP | GC | SG  | %  |
| --- | ----------------- | --- | - | - | - | - | -- | -- | --- | -- |
| 1   | Fortaleza         | 17  | 7 | 5 | 2 | 0 | 20 | 2  | +18 | 81 |
| 2   | Ferroviário       | 17  | 7 | 5 | 2 | 0 | 14 | 4  | +10 | 81 |
| 3   | Ceará             | 13  | 7 | 4 | 1 | 2 | 15 | 8  | +7  | 62 |
| 4   | Atlético Cearense | 11  | 7 | 3 | 2 | 2 | 21 | 11 | +10 | 52 |
| 5   | Pacajus           | 9   | 7 | 2 | 3 | 2 | 10 | 9  | +1  | 43 |
| 6   | Crato             | 4   | 7 | 1 | 1 | 5 | 7  | 23 | –16 | 19 |
| 7   | Icasa             | 3   | 7 | 1 | 0 | 6 | 3  | 19 | –16 | 14 |
| 8   | Caucaia           | –21 | 7 | 1 | 1 | 5 | 11 | 25 | –14 | 19 |

|  |                                  |
|  | Classificados para as Semifinais |

|                   | ATC | CAU | CEA | CRA | FAC | FOR | ICA | PAC |
| ----------------- | --- | --- | --- | --- | --- | --- | --- | --- |
| Atlético Cearense | —   |     |     | 7–1 | 2–2 | 0–2 |     | 1–1 |
| Caucaia           | 0–6 | —   | 1–6 | 3–3 |     |     |     |     |
| Ceará             | 5–2 |     | —   | 1–0 |     | 0–2 |     | 1–1 |
| Crato             |     |     |     | —   | 0–4 | 1–6 | 1–0 | 1–2 |
| Ferroviário       |     | 1–0 | 2–1 |     | —   |     | 3–0 |     |
| Fortaleza         |     | 4–1 |     |     | 0–0 | —   | 6–0 |     |
| Icasa             | 0–3 | 3–2 | 0–1 |     |     |     | —   |     |
| Pacajus           |     | 2–4 |     |     | 1–2 | 0–0 | 3–0 | —   |

| Vitória do mandante Vitória do visitante Empate | Em negrito os jogos "clássicos". |

### Desempenho por Rodada
Clubes que lideraram ao final de cada rodada:
| Rodadas | Rodadas | Rodadas | Rodadas | Rodadas | Rodadas | Rodadas |
| ------- | ------- | ------- | ------- | ------- | ------- | ------- |
| 1       | 2       | 3       | 4       | 5       | 6       | 7       |
| FOR     | FAC     | FAC     | FAC     | FAC     | FOR     | FOR     |

Clubes que ficaram na última posição ao final de cada rodada:
| Rodadas | Rodadas | Rodadas | Rodadas | Rodadas | Rodadas | Rodadas |
| ------- | ------- | ------- | ------- | ------- | ------- | ------- |
| 1       | 2       | 3       | 4       | 5       | 6       | 7       |
| CAU     |         |         |         |         |         |         |

## Fase final
Em itálico, os times que possuem vantagem do empate e em negrito os times classificados.
|  | Semifinais | Semifinais        | Semifinais |   |  | Final     | Final | Final |
|  |            |                   |            |   |  |           |       |       |
|  | 1          | Fortaleza         | 6          |   |  |           |       |       |
|  | 4          | Atlético Cearense | 0          |   |  |           |       |       |
|  |            |                   |            |   |  | Fortaleza | 0     |       |
|  |            |                   | Ceará      | 0 |  |           |       |       |
|  | 2          | Ferroviário       | 0          |   |  |           |       |       |
|  | 3          | Ceará             | 3          |   |  |           |       |       |

### Final
| 23 de maio | Fortaleza | 0 – 0  | Ceará | Arena Castelão, Fortaleza                          |
| 17:00      |           | Súmula |       | Público: Portões fechados Árbitro: SC Rafael Traci |

| Fortaleza | Ceará |

## Premiação

### Campeão
| Campeão Cearense 2021              |
| Fortaleza                          |
| ---------------------------------- |
| Fortaleza Tricampeão (44.º título) |

### Campeão do Interior
| Taça Padre Cícero 2021      |
| Pacajus                     |
| --------------------------- |
| Pacajus Campeão (1º título) |

## Artilharia
Atualizado em 11 de maio
| Gols | Jogador       | Time              |
| ---- | ------------- | ----------------- |
| 14   | Olávio        | Atlético Cearense |
| 8    | Ciel          | Caucaia           |
| 7    | Adilson Bahia | Ferroviário       |
| 5    | Wandson       | Atlético Cearense |

## Classificação Geral
A classificação geral dá prioridade ao time que avançou mais fases, e ao campeão, ainda que tenham menor pontuação. Segundo o art. 20 do Regulamento, as partidas da Primeira Fase são desconsideradas para definir a classificação geral, exceto no caso das equipes rebaixadas.